# Ambondrona
Ambondrona è una città e comune del Madagascar situata nel distretto di Isandra, regione di Haute Matsiatra. 
La popolazione del comune rilevata nel censimento 2001 era pari a 12 500 unità.